# Domaine d'Ōtaki
 (décembre 2023).
Si vous disposez d'ouvrages ou d'articles de référence ou si vous connaissez des sites web de qualité traitant du thème abordé ici, merci de compléter l'article en donnant les références utiles à sa vérifiabilité et en les liant à la section « Notes et références ».

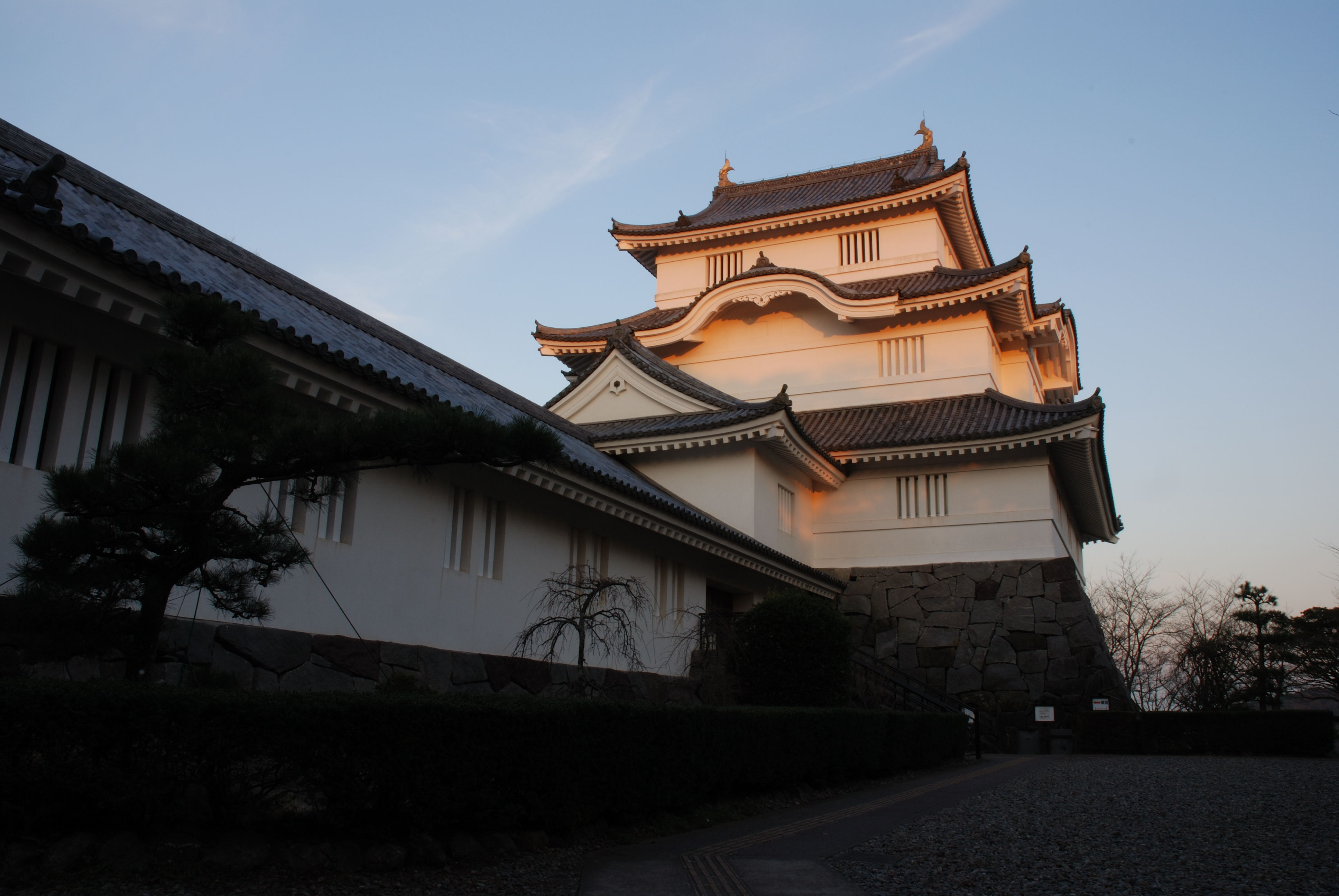
Tour du château d'Ōtaki.

Le domaine d'Ōtaki (大多喜藩, Ōtaki-han) est un domaine féodal japonais de l'époque d'Edo situé dans la province de Kazusa, de nos jours préfecture de Chiba. Son centre en est le château d'Ōtaki dans ce qui est maintenant le bourg d'Ōtaki.

## Histoire
Le premier château d'Ōtaki est construit par le clan Satomi qui gouverne presque toute la péninsule de Bōsō durant l'époque Sengoku. À la suite du siège d'Odawara en 1590, la région de Kantō est attribuée à Tokugawa Ieyasu par le seigneur de guerre Toyotomi Hideyoshi qui limite également les Satomi à la province d'Awa (Chiba) comme mesure de rétorsion pour la tiédeur de leur soutien dans sa lutte contre le clan Go-Hōjō. Tokugawa Ieyasu nomme Honda Tadakatsu, un de ses quatre généraux célestes, daimyō du nouveau domaine d'Ōtaki d'une valeur de 100 000 koku.
À la suite de la bataille de Sekigahara, Honda Tadakatsu est promu au domaine de Kuwana et celui d'Ōtaki est attribué à Honda Tadatomo, issu d'une autre branche du clan Honda, avec une diminution de revenus à 50 000 koku. Honda Tadatomo meurt à la bataille de Tennōji et son fils Honda Masatomo est affecté au domaine de Tatsuno dans la province de Harima.
Les Honda sont remplacés par Abe Masatsugu, un héros du siège d'Osaka, mais le revenu du domaine est encore réduit à 30 000 koku. Abe Masatsugu est plus tard transféré au domaine d'Odawara en conséquence de la disgrâce du clan Ōkubo et le domaine d'Ōtaki est supprimé en 1619.
Le han est brièvement reconstitué de 1623 à 1625 par Aoyama Tadatoshi, tuteur du 3e shogun Tokugawa, Iemitsu et sa valeur est encore réduite à 20 000 koku. Après sa mort, le domaine d'Ōtaki devient territoire tenryō directement sous le contrôle du shogunat Tokugawa jusqu'en 1638.
Le clan Abe reprend le contrôle du domaine en avril 1638 et le gouverne jusqu'en 1702, quand il est remplacé par Shigetomi Inagaki qui ne le gouverne que vingt et un jours avant d'être réaffecté au domaine de Karasuyama dans la province de Shimotsuke. Le domaine passe alors sous le contrôle de la branche Ōkōchi du clan Matsudaira qui continue à le diriger jusqu'à la restauration de Meiji. Masatada Ōkōchi, le dernier daimyo du domaine d'Ōtaki, combat d'abord avec les forces pro-Tokugawa à la bataille de Toba-Fushimi durant la guerre de Boshin puis change ensuite de camp en faveur du nouveau gouvernement de Meiji. La nouvelle administration le nomme gouverneur de domaine jusqu'à l'abolition du système han en juillet 1871. Il est ensuite fait vicomte dans le nouveau système nobiliaire kazoku. Le domaine d'Ōtaki devient préfecture d'Ōtaki, laquelle fusionne en novembre 1871 avec la préfecture Kisarazu à la brève existence, elle-même intégrée à la préfecture de Chiba.

## Liste des daimyō
- Clan Honda (fudai daimyo) 1590-1617

| # | Nom                        | Dates     | Titre             | Rang                    | Revenus      |
| - | -------------------------- | --------- | ----------------- | ----------------------- | ------------ |
| 1 | Honda Tadakatsu (本多忠勝) | 1590-1601 | Nakatsuka-daisuke | 5e inférieur (従五位下) | 100 000 koku |
| 2 | Honda Tadatomo (本多忠朝)  | 1601-1615 | Izumo-no-kami     | 5e inférieur (従五位下) | 50 000 koku  |
| 3 | Honda Masatomo (本多政朝)  | 1615-1617 | Kai-no-kami       | 5e inférieur (従五位下) | 50 000 koku  |

- Clan Abe (fudai daimyo) 1617-1623

| # | Nom                      | Dates     | Titre          | Rang                    | Revenus     |
| - | ------------------------ | --------- | -------------- | ----------------------- | ----------- |
| 1 | Abe Masatsugu (阿部正次) | 1617-1623 | Bitchu-no-kami | 4e inférieur (従四位下) | 20 000 koku |

- clan Aoyama (fudai daimyo) 1623-1625

| # | Nom                         | Dates     | Titre        | Rang                    | Revenus     |
| - | --------------------------- | --------- | ------------ | ----------------------- | ----------- |
| 1 | Aoyama Tadatoshi (青山忠俊) | 1623-1625 | Hoki-no-kami | 5e inférieur (従五位下) | 20 000 koku |

- Clan Abe (fudai daimyo) 1638-1702

| # | Nom                      | Dates     | Titre          | Rang                    | Revenus     |
| - | ------------------------ | --------- | -------------- | ----------------------- | ----------- |
| 1 | Abe Masayoshi (阿部正能) | 1638-1652 | Harima-no-kami | 5e inférieur (従五位下) | 10 000 koku |
| 2 | Abe Masaharu (阿部正春)  | 1671-1702 | Iyo-no-kami    | 5e inférieur (従五位下) | 16 000 koku |

- Clan Inagaki (fudai daimyo) 1702

| # | Nom                          | Dates     | Titre         | Rang                    | Revenus     |
| - | ---------------------------- | --------- | ------------- | ----------------------- | ----------- |
| 1 | Inagaki Shigetomi (稲垣重富) | 1702-1702 | Izumi-no-kami | 5e inférieur (従五位下) | 15 000 koku |

- Clan Matsudaira (branche Nagasawa/Ōkōchi) (fudai daimyo) 1703-1871

| # | Nom                          | Dates     | Titre          | Rang                    | Revenus     |
| - | ---------------------------- | --------- | -------------- | ----------------------- | ----------- |
| 1 | Ōkōchi Masahisa (松平正久)   | 1703-1720 | Bizen-no-kami  | 5e inférieur (従五位下) | 20 000 koku |
| 2 | Ōkōchi Masasada (松平正貞)   | 1720-1749 | Bitchu-no-kami | 5e inférieur (従五位下) | 20 000 koku |
| 3 | Ōkōchi Masaharu (松平正温)   | 1749-1767 | Bizen-no-kami  | 5e inférieur (従五位下) | 20 000 koku |
| 4 | Ōkōchi Masanori (松平正升)   | 1767-1803 | Bizen-no-kami  | 5e inférieur (従五位下) | 20 000 koku |
| 5 | Ōkōchi Masamichi (松平 正路) | 1803-1808 | Danjoshin      | 5e inférieur (従五位下) | 20 000 koku |
| 6 | Ōkōchi Masakata (松平正敬)   | 1808-1826 | Oribesho       | 5e inférieur (従五位下) | 20 000 koku |
| 7 | Ōkōchi Masayoshi (松平正義() | 1826-1837 | Bitchu-no-kami | 5e inférieur (従五位下) | 20 000 koku |
| 8 | Ōkōchi Masatomo (松平正和)   | 1837-1862 | Orebesho       | 5e inférieur (従五位下) | 20 000 koku |
| 9 | Ōkōchi Masatada (松平正質()  | 1862-1871 | Danjoshin      | 5e inférieur (従五位下) | 20 000 koku |